# Pangrapta pannosa
Pangrapta pannosa är en fjärilsart som beskrevs av Moore 1882. Pangrapta pannosa ingår i släktet Pangrapta och familjen nattflyn. Inga underarter finns listade i Catalogue of Life.